# كهف دوكسا
كهف دوكسا (ويعني المجد باليونانية) هو كهف صغير يقع في قرية ماراثوس، كريت، اليونان. من المدخل يبدأ ممر منحدر يؤدي إلى 4 غرف. وتوجد حانة يونانية بجوار مدخل الكهف.